# Kern (categorietheorie)
In de categorietheorie, een abstract deelgebied van de wiskunde, zijn kernen de algemene vorm van de kernen van groepshomomorfismen en van modulehomomorfismen en bepaalde andere kernen uit de abstracte algebra. Intuïtief is de kern van  het morfisme {\displaystyle f:X\rightarrow Y} het meest algemene morfisme {\displaystyle k:K\rightarrow X} dat nul oplevert, wanneer samengesteld met, gevolgd door {\displaystyle f}.